# Scorpaena maderensis
Scorpaena maderensis — риба родини скорпенових. Зустрічається в водах східної Атлантики біля Азор, Мадейри, Марокко, Канар, Кабо-Верде і Сенегалу. Також відома з Середземного моря.. Морська прибережна субтропічна риба, що сягає 14.0 см довжиною.